# Mihajlovszkij (zárt város)
Mihajlovszkij (cirill betűkkel Михайловский) zárt település Oroszországban, a Szaratovi területen.

## Népesség
- 2010-ben 2 328 lakosa volt, melyből 2 069 orosz, 133 kazah, 30 ukrán, 26 tatár, 10 mari.

## Története
A településen 1942-ben hozták létre a vegyi fegyvereket tároló katonai objektumot, ahol főleg mustárgázt és lewisite-t tároltak. 2002-ben kezdődött el a vegyi fegyverek ipari méretű megsemmisítése. A vegyifegyver-készleteket 2005 decemberéig megsemmisítették.

## További  információk
- Mihajlovszkij város honlapja

1. ↑  https://rosstat.gov.ru/storage/mediabank/tab-5_VPN-2020.xlsx (orosz nyelven)